# Mały Pies
Mały Pies (łac. Canis Minor, dop. Canis Minoris, skrót CMi) – mały, 71. co do wielkości gwiazdozbiór usytuowany w pobliżu równika niebieskiego. Jest jednym z 48 pierwotnych greckich gwiazdozbiorów. Choć konstelacja ta zajmuje na niebie mały obszar, to w jej granicach znajduje się jednak bardzo jasny obiekt - Procjon. Liczba gwiazd dostrzegalnych nieuzbrojonym okiem wynosi około 20. W Polsce widoczny zimą i wiosną.

## Nazwa i związane z nią legendy
Wyobraża jednego z psów mitologicznego beockiego olbrzyma Oriona, towarzyszącego mu wraz z Wielkim Psem w polowaniu. W micie pochodzącym z Attyki (okolice Aten) gwiazdozbiór kojarzony z Majrą wiernym psem ateńskiego krzewiciela uprawy winorośli i wyrobu wina Ikariosa, który trafił na niebo za odnalezienie zwłok swego pana, po tym, gdy upojeni winem pasterze uśmiercili go, w przekonaniu, że zostali otruci.

## Gwiazdy Małego Psa
W Małym Psie wszystkie gwiazdy oprócz Procjona i trzeciej wielkości Bety (β) są bardzo blade. Alfa Małego Psa to Procjon, ta starożytna grecka nazwa oznacza „idący przed psem”. Na półkuli północnej wschodzi tuż przed Syriuszem.
- Gwiazda α Canis Minoris, wschodząc wyprzedza najjaśniejszą gwiazdę, Syriusza, co wyraża jej grecka nazwa - Procjon. Najjaśniejsza gwiazda w konstelacji, o jasności 0,37m i odległości 11,36 lat świetlnych. Stanowi układ podwójny. W skład wchodzi gwiazda ciągu głównego o typie widmowym F5IV-V oraz biały karzeł o typie widmowym DA. Masy składników wynoszą 1,41 i 0,6 masy Słońca. Ona sama jest ósmą co do jasności i szesnastą pod względem odległości od Słońca gwiazdą całego nocnego nieba. Wraz z sąsiednimi jasnymi gwiazdami zimowych konstelacji Procjon składa się na „zimowy sześciokąt”, którego kolejne wierzchołki wyznaczają: Kastor, Kapella, Aldebaran, Rigel oraz Syriusz[3].
- Gomeisa (β CMi) to gorąca gwiazda ciągu głównego. Jej masa jest równa trzem masom Słońca. Jest to nieregularna gwiazda zmienna typu Gamma Cassiopeiae[2].

## Interesujące obiekty
Mały Pies ma niewiele do zaoferowania obserwatorom poza kilkoma małymi i niezbyt ciekawymi gromadami oraz kilkoma bladymi galaktykami.

## Rój meteorów
Z gwiazdozbiorem związany jest skąpy rój meteorów zwanych Canisminorydami. Szczyt ich aktywności przypada na drugi tydzień grudnia. Do dziś (2015) nie potwierdzono ich ciała macierzystego, i nawet słaba aktywność roju nie daje pewności, że wciąż jest aktywny. Być może ma on związek z grudniowymi meteorami z pobliskiego roju Monocerotydów. 